# لا تراس دو كانديا (فلم)
لا تراس دو كانديا (بالإنجليزية: La Trace de Kandia)، هُو فيلم وثائقي غيني فرنسي صدر سنة 2014.

## وصلات خارجية
- لا تراس دو كانديا  في قاعدة بيانات الأفلام على الإنترنت (بالإنجليزية)